# SN 1983Z
SN 1983Z – niepotwierdzona supernowa odkryta 3 września 1983 roku w galaktyce NGC 7418. W momencie odkrycia miała maksymalną jasność 15,50m.